# Praça da Alfândega
A Praça da Alfândega é um espaço público, histórico e turístico da cidade brasileira de Porto Alegre, capital do estado do Rio Grande do Sul. 
Situada no Centro Histórico da cidade, a praça é tombada pelo IPHAN e pelo IPHAE. É cercada por importantes edificações, algumas delas igualmente históricas e antigas, tais como o Museu de Arte do Rio Grande do Sul Ado Malagoli (MARGS), o Memorial do Rio Grande do Sul, o Santander Cultural e o Clube do Comércio de Porto Alegre. Outros prédios incluem as sedes do Banrisul e da Caixa Econômica Federal e o Rua da Praia Shopping.
Também na Praça da Alfândega ocorre, tradicionalmente todos os anos desde 1955, a Feira do Livro de Porto Alegre, atraindo milhares de visitantes não só pela vasta oferta de livros, como também pelos espetáculos de música, teatro e dança.

## História

### Praça da Quitanda
As origens da Praça da Alfândega remontam aos fins do século XVIII, quando na área em que está situada hoje ficava o antigo porto fluvial da cidade. Em 2 de julho de 1783, os vereadores de Porto Alegre determinaram que se construísse um cais de pedra junto ao Lago Guaíba para facilitar o desembarque de passageiros e mercadorias.
Em 1804, o então governador da Capitania de São Pedro do Rio Grande do Sul, almirante Paulo Gama (futuro 1.° barão de Bagé), ordenou que se ampliasse o ancoradouro com a construção de um trapiche, o qual foi considerado uma obra notável por suas dimensões, com 24 pilares de cantaria adentrando o leito fluvial, possibilitando o desembarque de sumacas (barcos pequenos de dois mastros) e de iates de grande porte. Já nessa época se acusava a presença de uma praça defronte ao referido trapiche, junto ao prédio da primeira alfândega da cidade. Nesta praça se reuniam comerciantes e quitandeiros, com suas barracas dispostas desordenadamente, e por isso o logradouro se chamava então de Praça da Quitanda.
Em 1820, quando se tratou de construir um prédio maior para a Alfândega, os comerciantes foram compelidos a se transferir para a então Praça do Paraíso, hoje Praça XV de Novembro. Ocorreu resistência do grupo, e por fim se permitiu a ocupação do lado oeste da praça para comércio. Na mesma época, Silvestre de Sousa Teles, com base em uma concessão recebida, reivindicou a posse de parte da área que fazia fundos com a Alfândega, o que comprometia os planos de expansão do logradouro por parte das autoridades. O reclamante teve enfim sua concessão cassada, e a administração pública providenciou que o acesso ao trapiche e à Alfândega fosse desembaraçado de vendedores ambulantes e construções temporárias. Por esta altura o nome já devia ter mudado para Praça da Alfândega.
Contudo, os esforços das autoridades foram insuficientes para manter o local livre e desimpedido, e a praça sofreu com o constante depósito de detritos. Diante disso, os vereadores ordenaram ao fiscal do município que "com toda a urgência e, antes de tudo, deve cuidar em fazer remover as imundícies que se acham ao lado da Alfândega, e que ali se não continue a fazer despejos, vigiando constantemente que tal lugar se conserve sempre no maior asseio". A situação, porém, só melhorou de fato quando entre 1856 e 1858 foi erguido um muro de pedra com escadarias junto ao rio, no alinhamento que hoje corresponde à Rua Sete de Setembro.

### Praça Senador Florêncio

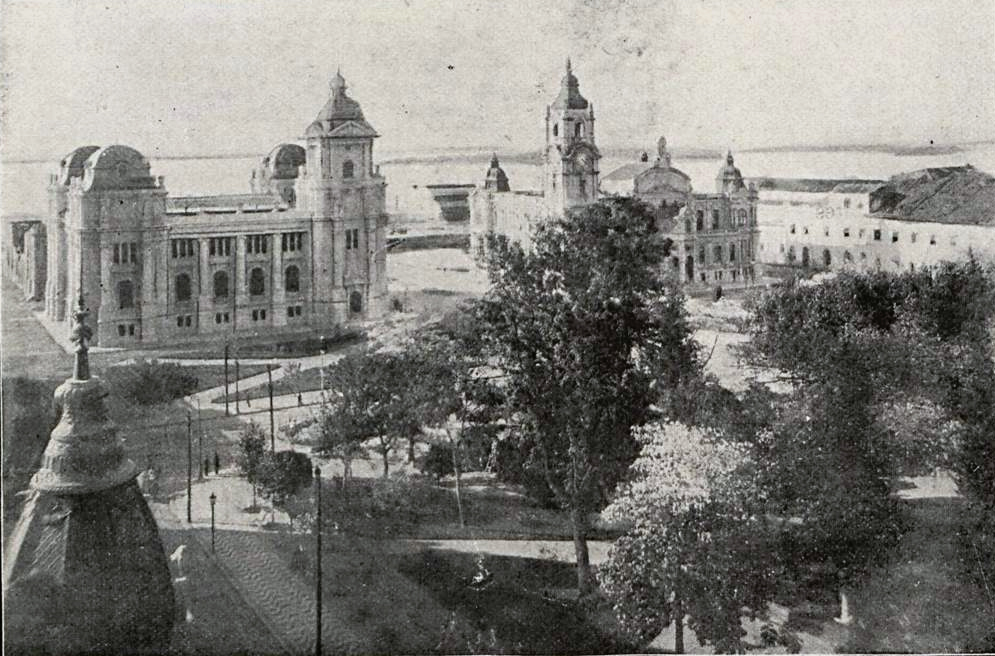
A praça em 1919

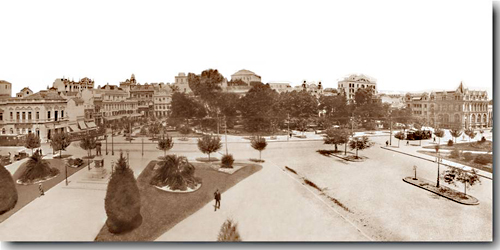
Panorama geral da praça em 1929

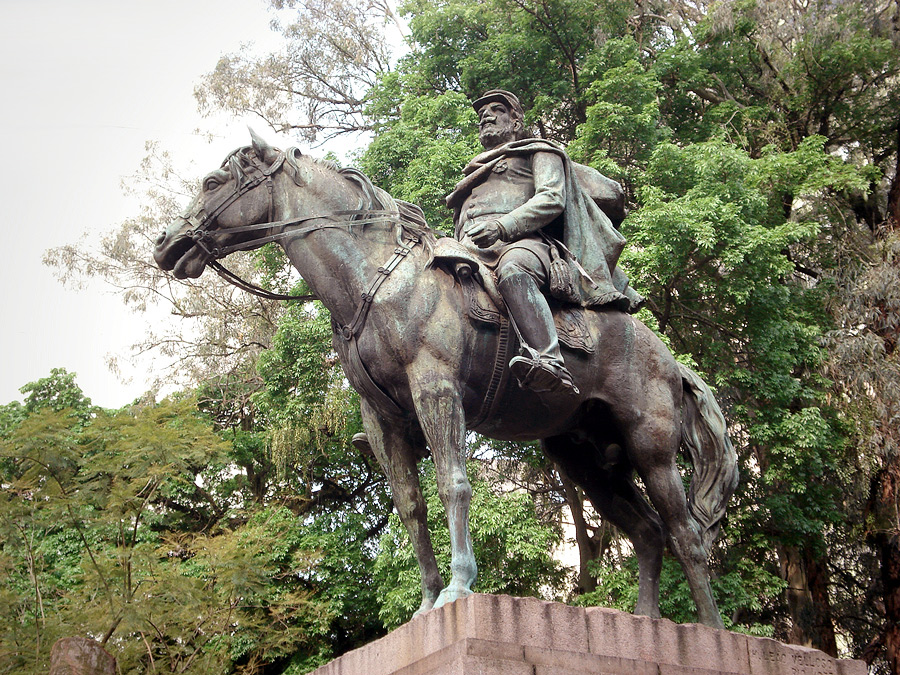
Monumento ao General Osório

Em 1866, iniciou-se a arborização da Praça da Alfândega pela Companhia Hidráulica Porto-Alegrense, de início apenas com nove árvores plantadas por empreitada, mas acabou-se permitindo que moradores do entorno adornassem e ajardinassem a praça, seguindo a orientação da engenharia pública. A Companhia instalou também no local um dos primeiros chafarizes da cidade, conhecido como Chafariz da Imperatriz, que foi inaugurado por D. Pedro II em outubro de 1865; no alto desta fonte em ferro fundido oriunda da França, havia as figuras de três meninos gordinhos de costas uns para os outros. Assim como outras fontes que foram trazidas Porto Alegre durante a Belle Époque, o Chafariz da Imperatriz desapareceu sem deixar rastros. Alguns anos depois, já se encontravam assentos no passeio e um quiosque. Em 14 de março de 1883, o nome foi alterado para Praça Senador Florêncio, em homenagem a Florêncio Carlos de Abreu e Silva.
Em 1912, visando atender à política de aprimoramento do porto e do saneamento da cidade, a demolição do antigo prédio da Alfândega e um aterro de cem metros de largura adentro do Lago Guaíba consolidaram a configuração atual da praça e possibilitaram a construção dos prédios da Delegacia Fiscal (atual MARGS) e dos Correios e Telégrafos (atual Memorial do Rio Grande do Sul), bem como a do Cais Mauá, transformado no principal entreposto comercial entre o interior do estado e o exterior.
Além disso, incorporou-se a pequena Praça Barão do Rio Branco à nova praça que se desenvolvia, com um projeto paisagístico francês, no qual um eixo pavimentado ligava a praça ao portão do cais através da Avenida Sepúlveda. Nessa via, plantaram-se palmeiras-da-Califórnia e, nas laterais, ligustros. Já para o entorno da praça foi utilizado o jacarandá; apesar disso, boa parte da vegetação existente foi preservada, o que explica a presença de pinheiros, ciprestes e eucaliptos nas fotografias da época.
Em 1920 abateu-se uma série de paineiras que prejudicavam o crescimento de árvores vizinhas e o ajardinamento local. Em 1923, instalou-se no centro do logradouro o Monumento ao General Osório, com uma estátua equestre, espelhos d'água, bancos e chafarizes, realizada pelo escultor Hildegardo Leão Veloso. Em 1935, a estátua A Samaritana foi transferida da Praça Montevidéu, onde foi substituída pela Fonte Talavera de La Reina.
A presença dos bondes, primeiramente puxados por burros, depois movidos pela eletricidade, foi responsável pela grande circulação de transeuntes na Praça da Alfândega, atraídos pela proximidade com cafés, restaurantes, cinemas, clubes e hotéis. Desses pontos conhecidos destacavam-se o Grande Hotel (destruído em um incêndio em 1967), o Clube do Comércio, o Cine Guarany e o Cinema Central.

### Praça da Alfândega
Em 1979, a Câmara Municipal de Porto Alegre aprovou uma lei que unificou as praças Senador Florêncio e Barão do Rio Branco, absorvendo o leito da Rua Sete de Setembro e transformando-a em um calçadão. Além disso, foi absorvida toda a área compreendida entre a Rua dos Andradas, Capitão Montanha, Siqueira Campos e Cassiano do Nascimento. Uma porção oeste, porém, foi perdida pela praça para dar lugar a construção de uma nova sede para Caixa Econômica Federal. Nesta altura o nome reverteu à forma Praça da Alfândega.
Em 2007 foram realizadas obras de prospecção arqueológica, a fim de descobrir o local exato do antigo ancoradouro de pedra e outros remanescentes da conformação antiga da praça.
A praça foi incluída no Programa Monumenta, sendo reformada para readquirir as características que possuía no início do século XX.

## Monumentos e esculturas

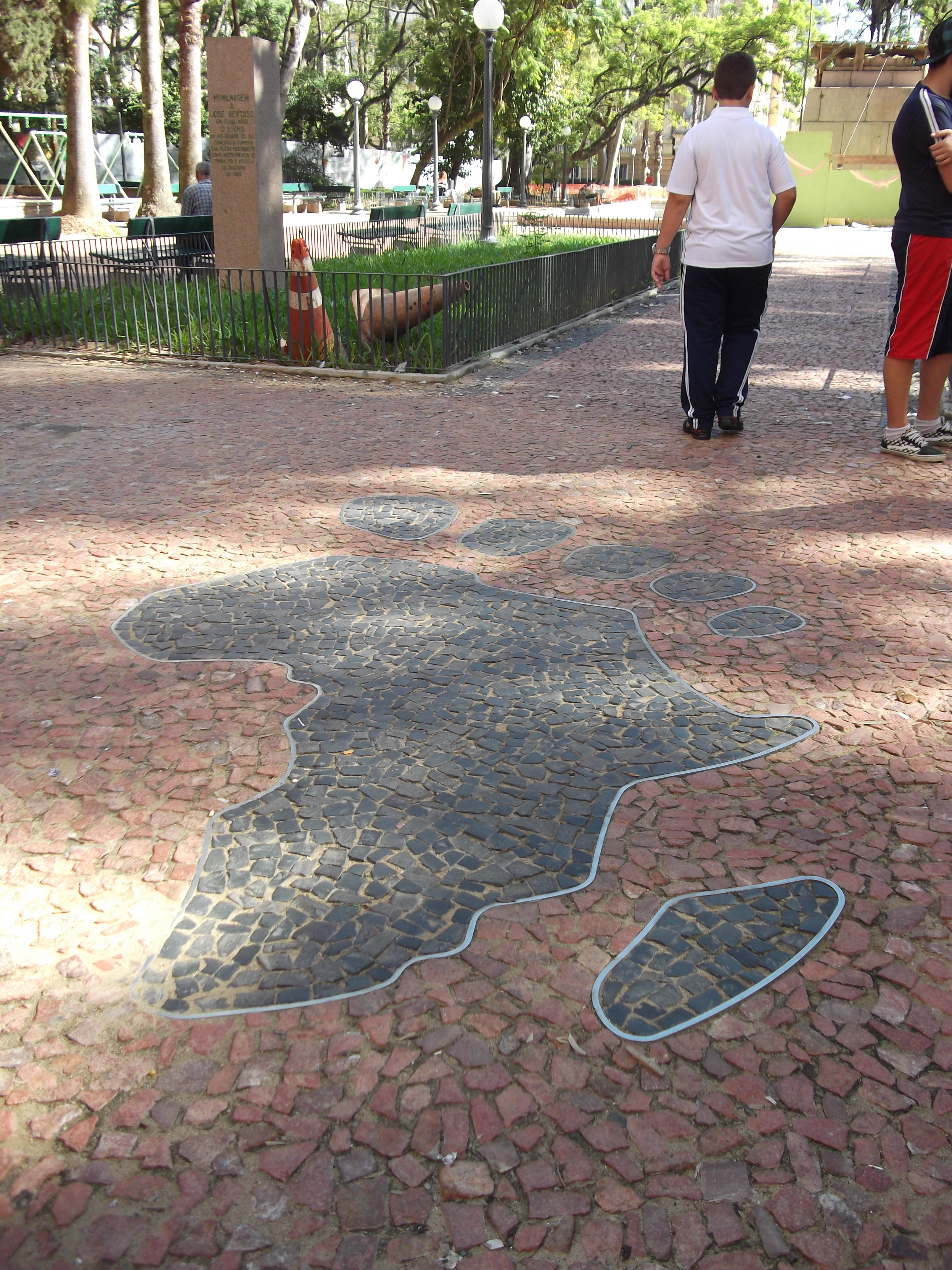
A Pegada Africana, um dos marcos do Museu de Percurso do Negro

A Praça da Alfândega possui diversos monumentos e esculturas em seus recantos, dentre eles os mais importantes são o Monumento ao Barão do Rio Branco, o Monumento ao General Osório, as hermas dedicadas a Antônio Carlos Lopes, a Caldas Júnior, a Leonardo Truda e ao Barão de Santo Ângelo, e o grupo de esculturas de Mário Quintana e Carlos Drummond de Andrade realizado por Francisco Stockinger. 
No calçadão da Praça correspondente à Rua dos Andradas, em 2011 foi inaugurada a Pegada Africana, parte do Museu de Percurso do Negro em Porto Alegre, representando a caminhada da cultura negra na cidade.
Em 2014 foi inaugurado o monumento em homenagem a Júlio La Porta, o chamado "xerife" da Feira do Livro de Porto Alegre, a escultura em formato de sino, objeto usado por Júlio para abrir e encerrar a Feira que também é homenageada pelo monumento. Alguns de seus monumentos têm sido vandalizados, tendo roubadas partes de bronze ou sendo repetidamente pichados. O projeto de recuperação e restauração dos monumentos esconderam as placas onde estão as informações sobre os bustos.

## Feira do Livro
Desde 1955, sempre na segunda quinzena do mês de outubro, acontece na praça a tradicional Feira do Livro de Porto Alegre, organizada pela Câmara Rio-Grandense do Livro, atraindo milhares de visitantes que buscam os novos lançamentos nacionais e internacionais ou as muitas ofertas de livros usados a baixo custo, assistem aos shows de música, dança e teatro que acontecem diariamente, e desfrutam do espetáculo das grandes paineiras, ipês e jacarandás em plena floração nesta época do ano.

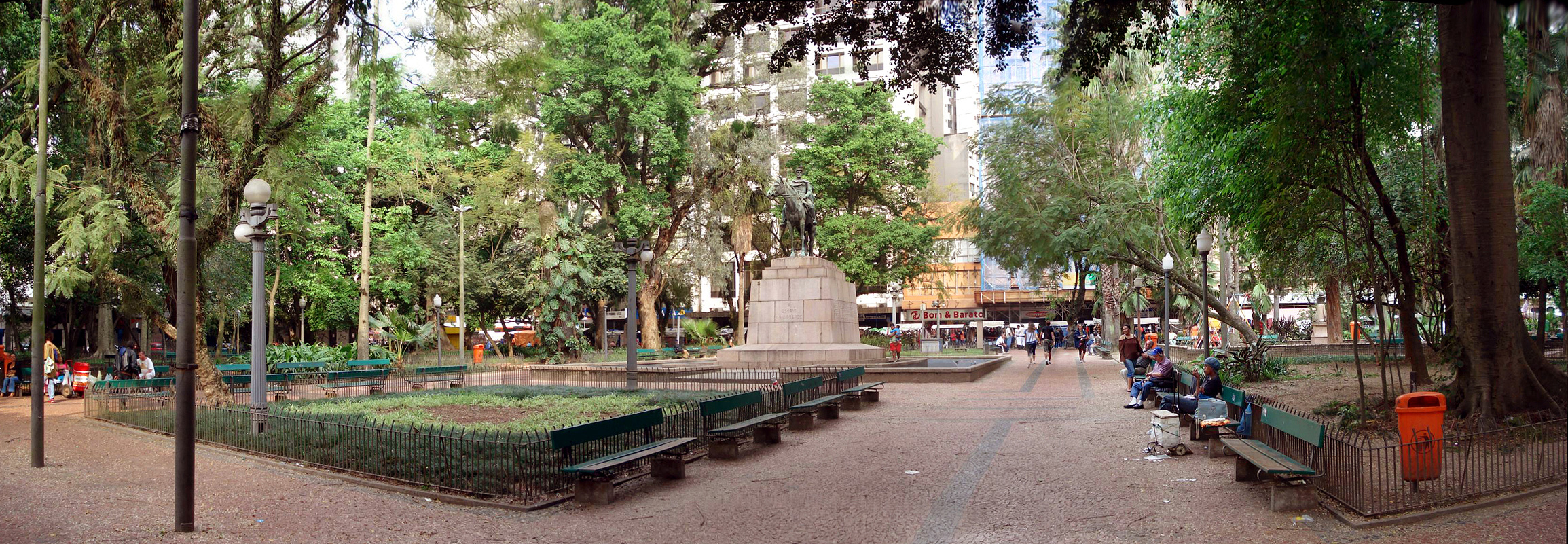